# Epidendrum lacteum
Epidendrum lacteum är en orkidéart som beskrevs av Robert Louis Dressler. Epidendrum lacteum ingår i släktet Epidendrum och familjen orkidéer.
Artens utbredningsområde är Panamá. Inga underarter finns listade i Catalogue of Life.